# Elacatinus oceanops
Elacatinus oceanops är en fiskart som beskrevs av Jordan, 1904. Elacatinus oceanops ingår i släktet Elacatinus och familjen smörbultsfiskar. Inga underarter finns listade i Catalogue of Life.